# Katherine Plunket

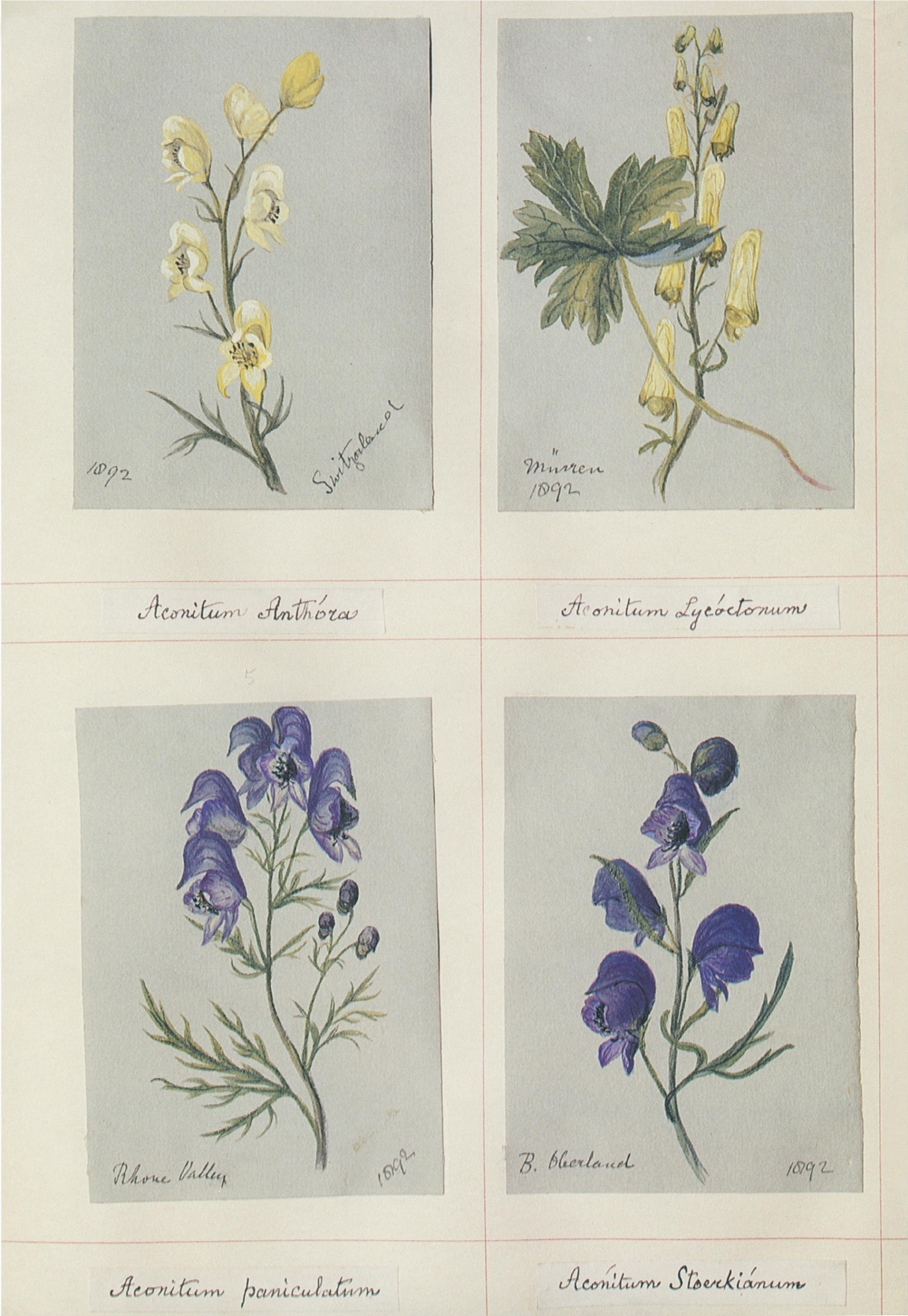
Illustrationer över stormhattssläktet.

Katherine Plunket, född 22 november 1820 i Kilsaran i grevskapet Louth, död 14 oktober 1932, var en angloirländsk illustratör.
Plunket företog resor tillsammans med syster Gertrude Plunket (1841–1924) reste till olika huvudstäder runtom i Europa. Och tillsammans med sin syster, Frederica Plunket, illustrerade hon blommotiv från Frankrike, Italien, Spanien, Tyskland och Irland.
Plunkets blommotiv ingick i Wild Flowers from Nature.